# Фостин Ноел
Фостин Ноел (Нант, 25. децембар 1993) је француска парабадминтон играчица која се такмичи на међународним такмичењима.

## Биографија
Рођена је 25. децембра 1993. године у Нанту. Брзо јој је дијагностикован благи неуромоторни инвалидитет: „Када сам под стресом, нога ми се затеже [...]. Такође имам дефицит равнотеже. Тако да не могу да изводим типичне бадминтонске покрете.“
Почела је да игра бадминтон са 10 година на одјељењском и међуодјељењском нивоу, компензујући свој инвалидитет. Године 2014. пришли су јој Лукас Мазур, њен будући партнер у мјешовитом дублу, и Сандрин Бернар, која је била заслужна за развој парабадминтона. Потоња ју је охрабрила да се бави парабадминтоном на високом нивоу.
Године 2015. учествовала је на свом првом турниру за играче са инвалидитетом, рангирана као SL4. Ова класа одговара само играчима са инвалидитетом доњих екстремитета. Касније те године, учествовала је на свом првом Свјетском првенству, гдје је освојила сребрну медаљу.
Као студенткиња физиотерапије након студија биологије, свакодневно тренира у Рену са Лорисом Дифејем, тренером француског парабадминтон тима у теретани +2Bad Arena, њеном спонзору.
У јуну 2023. године, била је рангирана као број један на свету у мјешовитом дублу и број један на свијету у синглу. Квалификовала се за Љетње параолимпијске игре 2024. у Паризу, у женском синглу и мјешовитом дублу, освојивши бронзану медаљу са Лукасом Мазуром.

## Спортска постигнућа

### Параолимпијске игре
Мјешовити парови
| Година | Мјесто одржавања такмичења                       | Партнер     | Противници                      | Бодови       | Резултат |
| ------ | ------------------------------------------------ | ----------- | ------------------------------- | ------------ | -------- |
| 2020.  | Национална спортска дворана Јојоги, Токио, Јапан | Лукас Мазур | Хари Сусанто Леани Ратри Октила | 21–23, 17–21 | Сребро   |

### Свјетски шампионати
Жене појединачно
| Година | Мјесто одржавања такмичења                       | Пртивник         | Бодови       | Резултат |
| ------ | ------------------------------------------------ | ---------------- | ------------ | -------- |
| 2015.  | Стадион Стоук Мандевил, Стоук Мандевил, Енглеска | Хеле Софие Сагеј | 17–21, 18–21 | Сребро   |
| 2022.  | Национална спортска дворана Јојоги, Токио, Јапан | Хеле Софие Сагеј | 7–21, 17–21  | Бронза   |

Женски парови
| Година | Мјесто одржавања такмичења                       | Партнер      | Противници                                  | Бодови              | Резултат |
| ------ | ------------------------------------------------ | ------------ | ------------------------------------------- | ------------------- | -------- |
| 2015.  | Стадион Стоук Мандевил, Стоук Мандевил, Енглеска | Вероник Бро  | Хеле Софие Сагеј Катрин Зајберт             | 11–21, 11–21        | Бронза   |
| 2015.  | Стадион Стоук Мандевил, Стоук Мандевил, Енглеска | Вероник Бро  | Парул Пармар Јулие Тране                    | 9–21, 11–21         | Бронза   |
| 2015.  | Стадион Стоук Мандевил, Стоук Мандевил, Енглеска | Вероник Бро  | Сири Чандана Чилари Манаси Гиришчандра Јоши | 21–7, 21–9          | Бронза   |
| 2015.  | Стадион Стоук Мандевил, Стоук Мандевил, Енглеска | Вероник Бро  | Вандее Кантам Мамико Тојода                 | 6–21, 14–21         | Бронза   |
| 2022.  | Национална спортска дворана Јојоги, Токио, Јапан | Линаиг Моран | Леани Ратри Октила Халиматус Садија         | 14–21, 21–16, 13–21 | Сребро   |

Мјешовити парови
| Година | Мјесто одржавања такмичења                       | Партнер     | Противник                       | Бодови       | Резултат |
| ------ | ------------------------------------------------ | ----------- | ------------------------------- | ------------ | -------- |
| 2022.  | Национална спортска дворана Јојоги, Токио, Јапан | Лукас Мазур | Сирипонг Темарон Нипада Сенсупа | 19–21, 19–21 | Бронза   |

### Европско првенство у параспорту
Жене појединачно
| Година | Мјесто одржавања такмичења                    | Противник         | Бодови              | Резултат |
| ------ | --------------------------------------------- | ----------------- | ------------------- | -------- |
| 2016.  | Спортска дворана Де Хамен, Бек, Холандија     | Вероник Бро       | 21–14, 21–5         | Сребро   |
| 2016.  | Спортска дворана Де Хамен, Бек, Холандија     | Наталија Јаремчук | 21–6, 21–6          | Сребро   |
| 2016.  | Спортска дворана Де Хамен, Бек, Холандија     | Катажина Зјенбик  | 21–10, 21–2         | Сребро   |
| 2016.  | Спортска дворана Де Хамен, Бек, Холандија     | Катрин Зајберт    | 16–21, 17–21        | Сребро   |
| 2018.  | Спортска дворана Амфитеатар, Родез, Француска | Вероник Бро       | 21–10, 21–16        | Сребро   |
| 2018.  | Спортска дворана Амфитеатар, Родез, Француска | Кетрин Сеиберт    | 21–17, 18–21, 21–13 | Сребро   |
| 2018.  | Спортска дворана Амфитеатар, Родез, Француска | Ема Луис Стонер   | 21–9, 21–6          | Сребро   |
| 2018.  | Спортска дворана Амфитеатар, Родез, Француска | Хеле Софие Сегеј  | 13–21, 20–22        | Сребро   |

Мјешовити парови
| Година | Мјесто одржавања такмичења                    | Партнер     | Противници                     | Бодови       | Резултат |
| ------ | --------------------------------------------- | ----------- | ------------------------------ | ------------ | -------- |
| 2016.  | Спортска дворана де Хамел, Бек, Холандија     | Лукас Мазур | Џефри Бизери Катрине Розенгрен | 21–7, 21–14  | Злато    |
| 2018.  | Спортска дворана Амфитеатер, Родез, Француска | Лукас Мизур | Марсел Адам Катрин Зајберт     | 21–19, 21–10 | Злато    |

### Свјетски круг за парабадминтон (1 другопласирана)
Турнири Свјетског круга за парабадминтон – Оцјена 2, Ниво 1, 2 и 3 санкционисани су од стране Свјетске бадминтон федерације од 2022. године
Жене појединачно 
| Година | Турнир                            | Ниво   | Противник          | Бодови       | Резултат       |
| ------ | --------------------------------- | ------ | ------------------ | ------------ | -------------- |
| 2023.  | Бразил Парабадминтон Интернашонал | Ниво 2 | Леани Ратри Октила | 16–21, 11–21 | Другопласирана |